# فريدريك جي. كونبوي
فريدريك جي. كونبوي هو طبيب أسنان وسياسي كندي، ولد في 1883 في تورونتو في كندا، وتوفي بنفس المكان في 29 مارس 1949. انتخب عمدة تورونتو ‏ (1941 – 1944).